# Sidusa stoneri
Espèce
Sidusa stoneri est une espèce d'araignées aranéomorphes de la famille des Salticidae.

## Distribution
Cette espèce est endémique d'Antigua à Antigua-et-Barbuda.

## Description
Le mâle mesure 4 mm et la femelle 4 mm.

## Étymologie
Cette espèce est nommée en l'honneur de Dayton Stoner .

## Publication originale
- Bryant, 1923 : Report on the spiders collected by the Barbados-Antigua Expedition from the University of Iowa in 1918. University of Iowa Studies in Natural History, vol. 10, no 3, p. 10-16 (texte intégral).